# David Stanhope
David Stanhope (Sutton Coldfield, 19 december 1952) is een Brits-Australisch componist, dirigent, pianist, hoornist en trombonist.

## Levensloop
Stanhope studeerde dirigeren, compositie, piano, hoorn en trombone. Hij was hoornist in het Adelaide Symphony Orchestra en later in Londen. Sinds 1979 woont hij in Sydney. In 1984 wisselde hij naar de bastrombone. Als bastrombonist was hij sinds 1986 lid van de Australian Opera. In die tijd dirigeerde hij ook Turn of the Screw van Albert Herring en Les pêcheurs de perles van Georges Bizet. Aansluitend was hij werkzaam bij de Staatsopera van Zuid-Australië en beleefde in deze functie de première van Lulu van Alban Berg in Sydney en Melbourne, De zaak Makropulos van Leoš Janáček en verdere opera's uit het internationale repertoire.
Als gast-dirigent en opname artiest werkt hij voor de Australian Broadcasting Corporation, de Symphony Australia, het Sydney Symphony Orchestra, het Melbourne Symphony Orchestra, het West Australian Symphony Orchestra, het Queensland Symphony Orchestra, het Adelaide Symphony Orchestra en het Tasmanian Symphony Orchestra. Ook van de vooraanstaande Australische groep voor hedendaagse muziek, het Sydney Alpha Ensemble en het Australian Ballet is hij gast-dirigent. Met de laatstgenoemde compagnie heeft hij Le Sacre du printemps van Igor Stravinski uitgevoerd.
Als componist schreef hij talrijke werken voor allerlei vormen van instrumentale en vocale ensembles, maar is vooral bekend voor zijn werken voor harmonieorkest en brassband. Zijn werken werden op verschillende concoursen in het Verenigd Koninkrijk en in Australië als verplicht werk genomineerd. Hij was ook een van de vooraanstaande componisten voor de openingsmuziek van de Olympische Zomerspelen 2000 in Sydney.

## Composities

### Werken voor orkest
- 1990 Droylsden Wakes
- 1991 Dramatic symphony "The un-dead"
  1. Prelude
  2. Harker's escape
  3. Lucy's sleepwalk and seduction
  4. Sea-picture (On the cliffs at Whitby)
  5. The hunt for Dracula
  6. Dracula's aria
  7. Final scene
- 1997 E.G.B.D.S.
- 1999 String Songs
- 1999 Two Folk-Elegies
  1. The 4th Irish canon
  2. Endpiece
- 2000 Olympic Fireworks
- 2000 Games 2000 Fanfares 1, 2, 3
- 2001 Fireworks Sydney 2001
- Grand Fanfare
- Olympic Fanfare
- Promenade
- Tribute to Tchaikovsky

### Werken voor harmonieorkest
- 1988 Concerto for Band (opgedragen aan Percy Aldridge Grainger)
- 1989 The Little Ripper March
- 1990 Droylsden Wakes
- 1989 Folksong Suite No 1
  1. Good morning, Good morning, My pretty little miss
  2. Lovely Joan
  3. The blacksmith
  4. Irish tune
- 1990 Folksong Suite No 3
  1. Droylesden wakes
  2. Lord Bateman
  3. Three ships and Lisbon
- 1990- 1991 Folksong Suite No 2 - a leadsman, landsmen and dancers
- 1991 The Bold Benjamin, voor tenor solo (of bariton solo), mannenkoor en harmonieorkest
- 1995 The Demon fanfare
- 1995 Retreat and Pumping Song
- 1997 E.G.B.D.S. ("Edvard Grieg By David Stanhope")
- 1999 Grand Fanfare voor symphonisch blaasorkest met 16 antiphonal trompetten
- 1999 Endpiece - folk-elegy
- 2000 Symphony No. 1
  1. Dreams
  2. Desires
  3. Devils
- 2000 Olympic Fireworks
- 2002 Songs Without Words, voor solo saxofoonkwartet en harmonieorkest
  1. Questions
  2. Innocence
  3. Acceptance
- Australian Fantasia
- Promenade
- Southern Cross Fanfare

### Werken voor brassband
- 1984 A Leadsman, A Lady And A Lord
- 1990 The Little Ripper March
- 1990 Droylsden Wakes

### Muziektheater

#### Opera's
| Voltooid in | titel       | aktes   | première | libretto         |
| ----------- | ----------- | ------- | -------- | ---------------- |
| 1991        | The Un-Dead | 3 aktes |          | van de componist |

### Werken voor koren
- 1991 The bold Benjamin, sea shanty voor mannenkoor

### Vocale muziek
- 1982 Two folk-songs for chamber group, voor hoge stem, dwarsfluit, althobo, hoorn, fagot, viool, altviool, cello en contrabas
  1. Creepin' Jane
- 1986 Felix Randal, voor zang en piano - tekst: Gerard Manley Hopkins
- 1987 Jolly, Geordie, Jane, voor zang en piano
- 1989 In Brisbane, voor zang en piano

### Kamermuziek
- 1976 Cortettes, voor 4 hoorns
- 1977 Day In The Life Of Jim Dempsey, voor koperkwintet
- 1979 Hornplayers' Retreat and Pumping Song, voor 8 hoorns
- 1981 Rufford Park poachers, folksong setting sketch voor klarinet, hoorn, viool, altviool, cello en piano
- 1981 Heroic variations, voor klarinet, hoorn, viool, altviool, cello en piano.
- 1983 The Australian Fanfare, voor 9 trompetten in drie groepen
- 1984 Three Folksongs, voor Pianola
- 1985 4 Concert-studies, voor trombonekwartet
- 1999 Endpiece, voor koperdecet
- 2000 Olympic Fireworks, voor koperensemble en slagwerk
- 2000 Ceremonial Fanfares, voor koperkwintet
- 2001 Three Folksongs, voor koperkwintet
- Two folk-songs, voor koperkwintet